# Garde-Reiter-Regiment (1. Schweres Regiment)

Helmzier des Garde-Reiter-Regiments

Das Garde-Reiter-Regiment (1. Schweres Regiment) war ein Kavallerieverband der Sächsischen Armee.

## Geschichte
Der Verband wurde am 31. Oktober 1680 (Stiftungstag) als Regiment zu Roß „Graf von Promnitz“ aufgestellt und zählt zu den ältesten Kavallerieregimentern in Deutschland. Mehrfach wurde es umbenannt:
- Kürassier-Regiment (1695)
- Kürassier-Leib-Regiment (1735)
- Leib-Kürassier-Regiment (1763)
- Kurfürst-Kürassier-Regiment (1764)
- Kürassier-Regiment „Kurfürst“ (1784)
- Kurfürst Kürassiere (1800)
- Regiment König-Kürassiere (1806)
- Leib-Kürrasier-Garde (1807)
- Garde-Reiter-Regiment (1822)
- Garde-Reiter-Regiment (1. Schweres Regiment) (1876)

Erster Inhaber des Regiments war 1735 Kurfürst von Sachsen Friedrich August II. Ihm folgten die jeweiligen Landesherrn bis zur Auflösung des Regiments als letzter Inhaber König Friedrich August III. Das Regiment war immer in Dresden stationiert und hatte ab 1735 Gardestatus. Es stellte die Wache im königlichen Schloss und wurde für repräsentative Aufgaben eingesetzt. Die Uniform glich im Schnitt derjenigen der preußischen Garde-Kürassiere. Ab 1907 wurde der bisherige weiße Haarbusch des Helms durch einen aufschraubbaren, silbernen Löwen ersetzt. In Friedenszeiten war das Regiment immer mit hellbraunen Pferden ausgestattet.

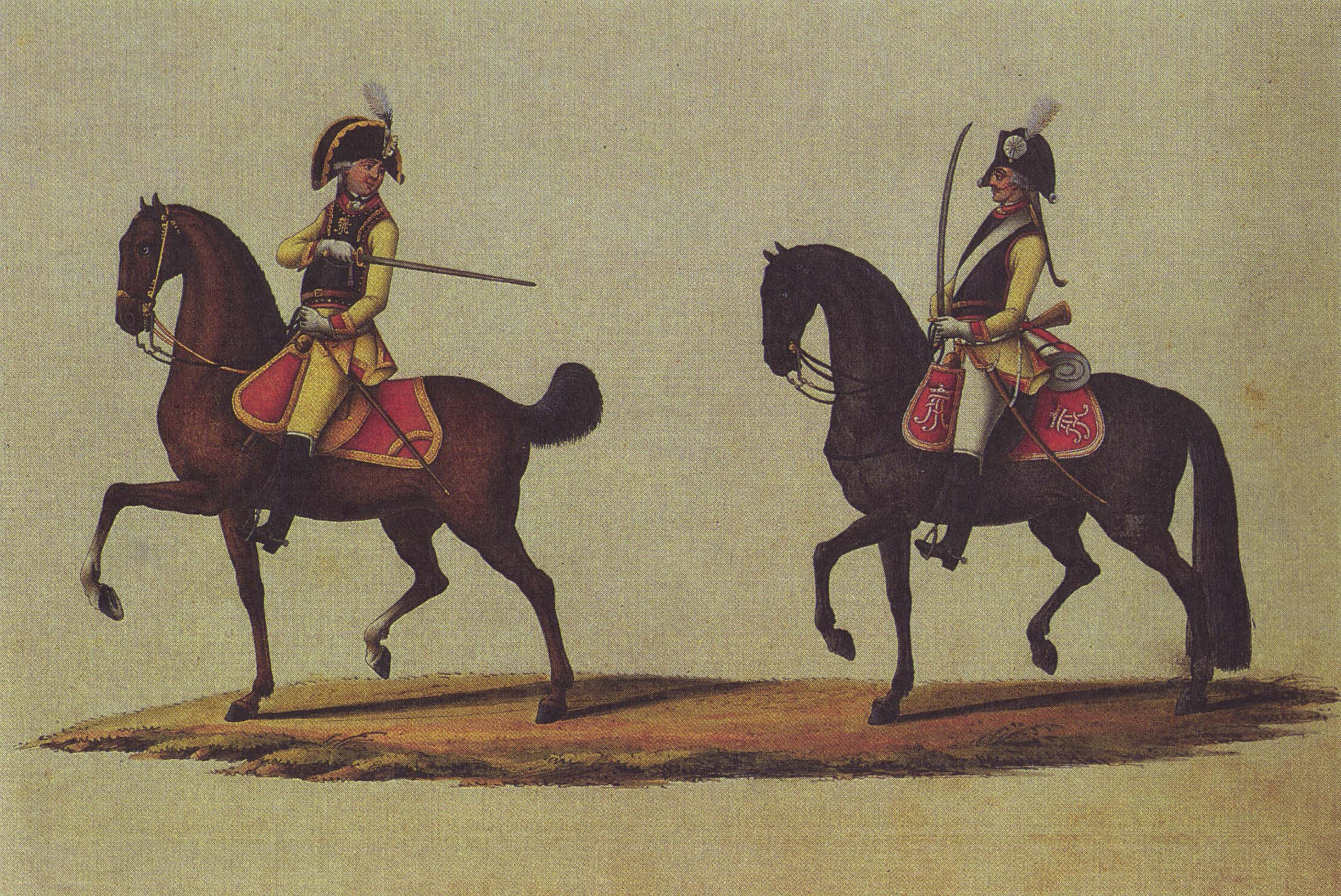
Offizier und Soldat des Kürassier-Regiments „Kurfürst“ (um 1791)

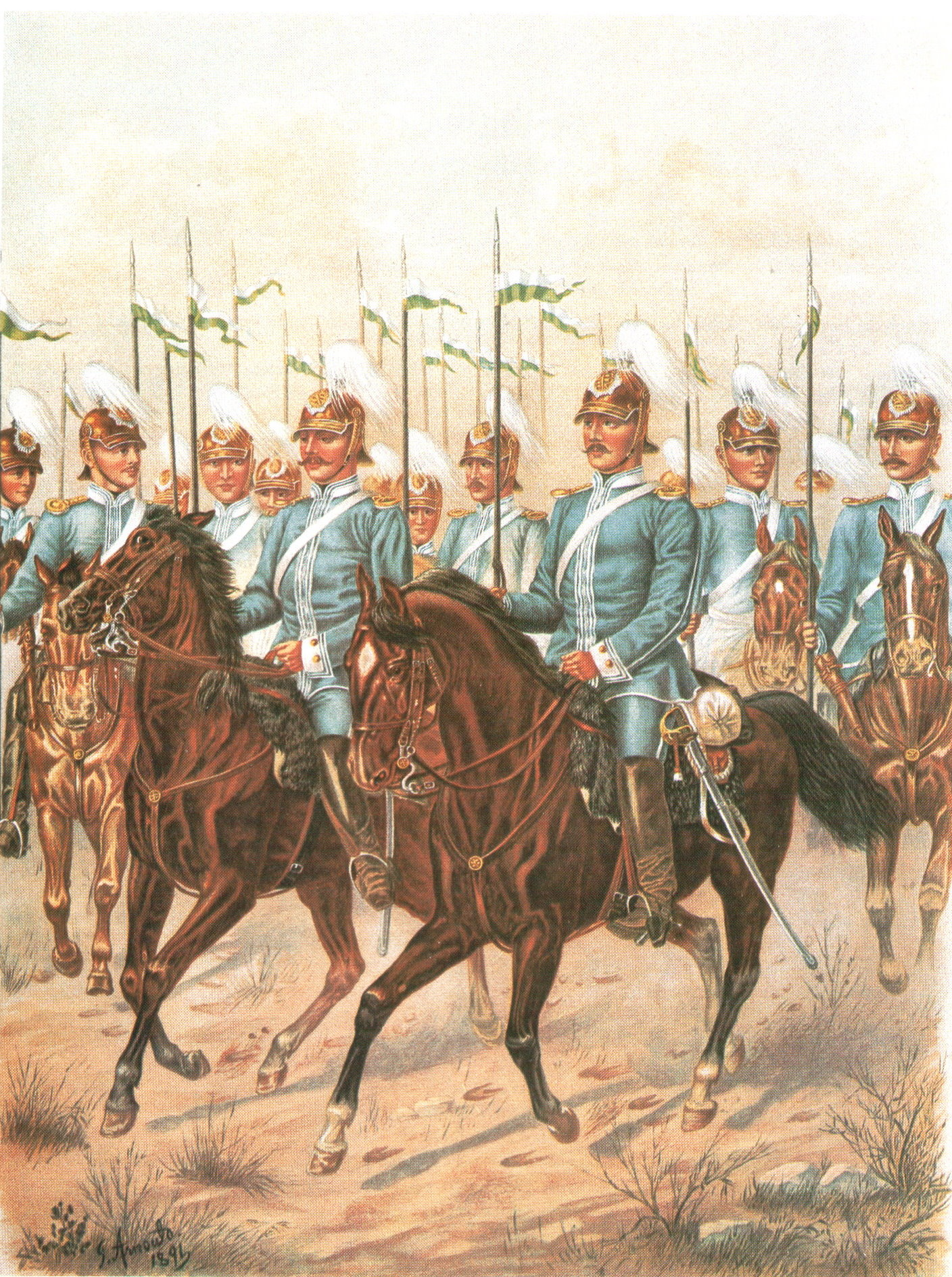
Garde-Reiter noch mit Helmbusch (vor 1907)

## Feldzüge und Kampfhandlungen
Im Laufe seiner langen und wechselvollen Geschichte nahm das Regiment an zahlreichen Schlachten und Gefechten teil. Erstmals zum Kampfeinsatz kam das Regiment beim Entsatz von Wien, das 1683 von den Türken belagert wurde. 1688 kämpfte es gegen Frankreich im Pfälzischen Erbfolgekrieg und ab 1701 im Spanischen Erbfolgekrieg.
1741/42 focht das Regiment im Ersten Schlesischen Krieg auf preußischer Seite gegen Österreich. Nachdem Sachsen politisch die Seiten gewechselt hatte, kämpfte das Regiment zunächst im Zweiten Schlesischen Krieg 1744/45 auf Seite Österreichs gegen den vormaligen Verbündeten. Hier war es unter anderem an den Schlachten von Hohenfriedeberg und Kesselsdorf beteiligt. Ebenso führte die antipreußische Haltung des Staatsministers Graf Brühl dazu, dass Sachsen auf der Seite Österreichs am Dritten Schlesischen Krieg, dem Siebenjährigen Krieg 1756/63 teilnehmen musste. Es führte am Ende dazu, dass die kurfürstliche Armee vor den Preußen bei Pirna am 16. Oktober 1756 kapitulieren musste. Die sächsischen Reiter wurden mit Gewalt in die Preußische Armee eingegliedert, desertierten jedoch bereits im Frühjahr 1757 größtenteils wieder.
Das wieder aufgestellte Regiment kämpfte dann im Jahre 1806 in Koalition mit der Preußischen Armee in der Schlacht bei Jena gegen Frankreich. Nach dem Beitritt zum Rheinbund kamen die sächsischen Königs-Kürassiere unter französisches Kommando und nahmen an der Schlacht bei Wagram am 5. und 6. Juli 1809 teil. Als Leibwache des Königs blieb das Regiment 1812 in der Residenz in Dresden und nahm so nicht an dem desaströsen Russlandfeldzug Napoleons teil. 1813 musste das Regiment nochmals an der Seite der französischen Truppen bei Dresden und Bautzen gegen die Preußen, Österreicher und Russen kämpfen. Ebenso in der Völkerschlacht bei Leipzig. Nachdem sich der sächsische König jedoch am 19. Oktober 1813 in die Gefangenschaft der antifranzösischen Koalition begeben hatte, war der Krieg für die Sachsen auf dieser Seite der Front beendet.
1814/15 nahm die Leib-Kürassier-Garde am Feldzug Feldmarschall Blüchers gegen Frankreich teil. Nach der Teilung Sachsens am 2. Mai 1815 auf dem Wiener Kongress wurde die aus den abgetretenen Gebieten Sachsens stammende Mannschaft in das Preußische Heer übernommen und in das Husaren-Regiment Nr. 12 eingegliedert.
Das nunmehrige Garde-Reiter-Regiment kämpfte in der Bundesexekution 1866 gegen Preußen und nahm ebenfalls am Krieg gegen Frankreich 1870/71 teil. Danach wurde es in der neu erbauten Dresdener Albertstadt stationiert.
Im Ersten Weltkrieg fuhr das Regiment nach der Mobilmachung im Verband der 8. Kavallerie-Division (Königlich Sächsische) zunächst an die Westfront nach Lothringen, wo es im Grenzschutz eingesetzt wurde. Bereits im September 1914 erfolgte der Transport an die Ostfront, wo es zunächst an der Schlacht an den Masurischen Seen vom 9. bis 15. September 1914 teilnahm. Weitere Einsätze waren 1915 in Polen und Kurland, danach im Stellungskrieg bis März 1917 in Jakobstadt. Darauf folgten 1918 Einsätze in Riga und Weißrussland.
Im Januar 1919 kehrte das Regiment nach Dresden zurück, wurde demobilisiert und schließlich am 31. März 1919 aufgelöst.
Die Tradition der Garde-Reiter führte in der Reichswehr die 6. Eskadron des 12. (Sächsisches) Reiter-Regiments in Dresden fort.

## Verbandszugehörigkeit 1914
XII. (I. Königlich Sächsisches) Armee-Korps in Dresden,
Kommandierender General: General der Infanterie Karl Ludwig d’Elsa
1. Division Nr. 23 in Dresden
Kommandeur: Generalleutnant Karl von Lindeman
1. Kavallerie-Brigade Nr. 23 in Dresden
Kommandeur: Oberst Otto von der Decken

### Kommandeure
- 1871–1872 Oswald von Carlowitz
- 1872–1876 Hugo von Funcke
- 1876–1887 Hans von Nostitz-Drzewiecki
- 1887–1892 Adolf von der Planitz
- 1892–1895 Hermann von Broizem
- 1895–1901 Albert Oppen von Huldenberg
- 1901–1903 Maximilian Senfft von Pilsach
- 1903–1904 Maximilian von Laffert
- 1904–1907 Hans Krug von Nidda
- 1907–1910 Traugott Leuckart von Weißdorff
- 1910–1914 Karl von Friesen
- 1914 Ernst zur Lippe-Biesterfeld-Weißenfeld
- 1914–1918 Johannes Louis Ebert
- 1918–1919 Wolf von Arnim

## Uniform

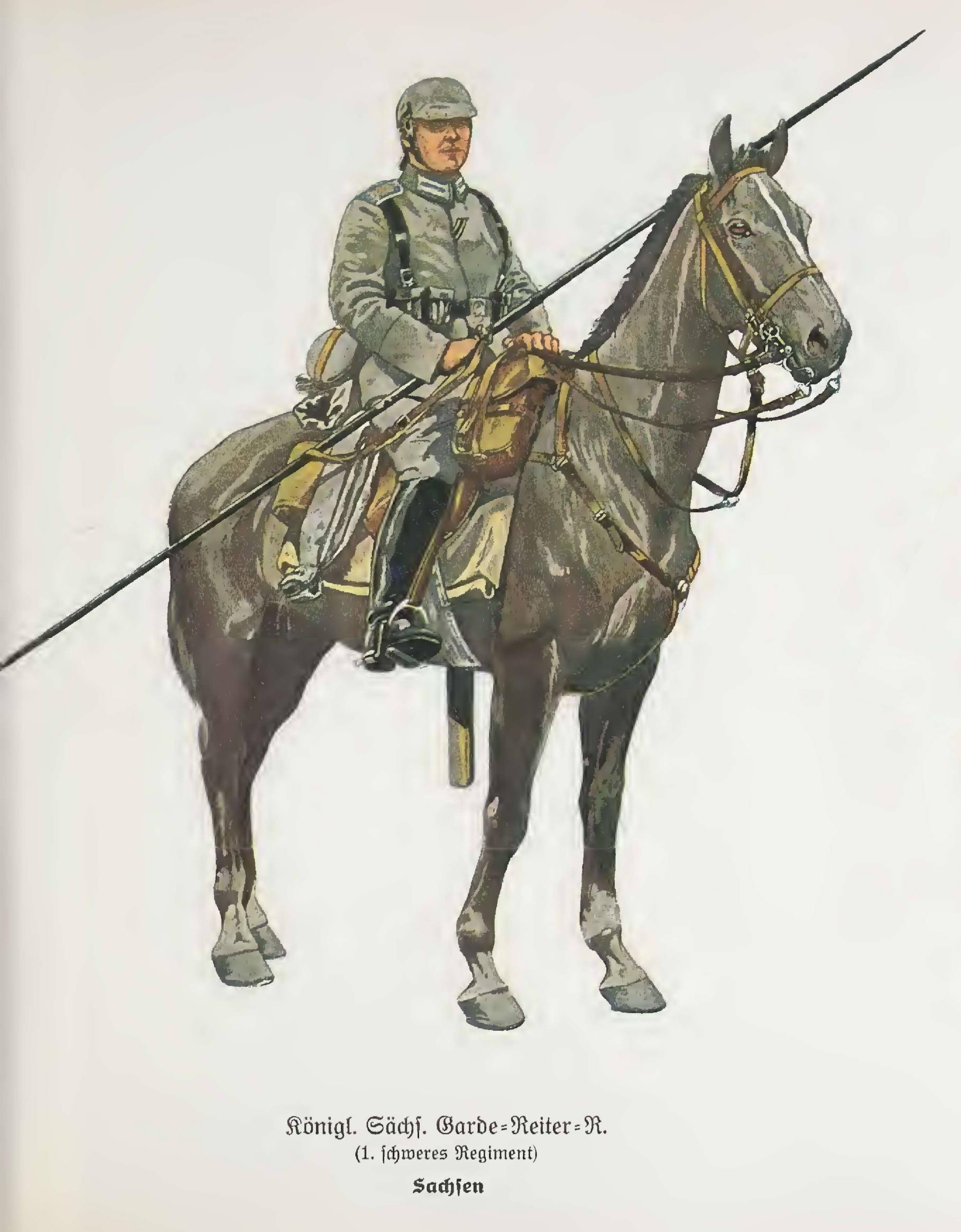
Reiter des Regiments in feldgrauer Uniform (1915)

Als Uniform trugen die Reiter kornblumenblaue Koller nach dem Muster der preußischen Kürassiere mit schwedischen Aufschlägen. Die Abzeichenfarbe war weiß, die Vorstöße und Streifen kornblumenblau. Gelbe Knöpfe, Epauletten aus Messing mit Achselschuppen. In das Feld der Epauletten war eine Krone eingelegt. Der Helm entsprach ebenfalls dem der preußischen Kürassiere, jedoch mit sächsischem Gardestern und zur Parade anstelle der Spitze einen aufschraubbaren silbernen Löwen. Alle aus Messing gefertigten Teile waren bei den Offizieren vergoldet. Unteroffiziere führten eine Tresse aus Goldgespinst am Ärmelaufschlag und am Stehkragen.